# Glenochil
Glenochil war eine Whiskybrennerei bei Menstrie, Clackmannanshire, Schottland.
Die Brennerei wurde 1746 von John Philp als Dolls Distillery in der Nähe von Menstrie am Ufer des Devon gegründet. Sie war die erste Brennerei des Distrikts und ihre Kamine waren auffällige Objekte in der ebenen Landschaft, welche schon aus mehreren Meilen Entfernung erkennbar waren. Zu Beginn diente sie der Herstellung von Malt Whisky, wurde jedoch von McNab Brother & Co., die sie 1846 erwarben, auf die Produktion von Grain Whisky umgestellt. Die hierzu benötigten Coffey Stills sind durch Alfred Barnard geschildert. Außerdem führte der Besitzerwechsel zu der Umbenennung in Glenochil.
Die Brennerei wurde von Alfred Barnard Mitte der 1880er Jahre bereist, weshalb detaillierte Angaben zum Betrieb vorliegen. Er beschreibt das Betriebsgelände als 10 a. (etwa 4 ha) umfassend und als den bedeutendsten Wirtschaftsbetrieb des Distrikts. Neben den Lager-, Maisch- und Brenngebäuden gehörten eine Mälzerei, eine Mühle, eine Küferei und eine Hefefabrikation zur Anlage. Es sollen über 100 Personen dort beschäftigt gewesen sein, die für eine jährliche Produktion von fast 1.000.000 Gallonen eines qualitativ überdurchschnittlichen Grain Whiskys verantwortlich waren. Die Brennerei wurde 1929 geschlossen, es wird dort jedoch auch heute noch Hefe produziert.